# (171451) 2007 SR7
(171451) 2007 SR7 es un asteroide perteneciente al cinturón de asteroides, descubierto el 18 de septiembre de 2007 por el equipo del Spacewatch desde el Observatorio Nacional de Kitt Peak, Arizona, Estados Unidos.

## Designación y nombre
Designado provisionalmente como 2007 SR7.

## Características orbitales
2007 SR7 está situado a una distancia media del Sol de 2,613 ua, pudiendo alejarse hasta 2,806 ua y acercarse hasta 2,420 ua. Su excentricidad es 0,074 y la inclinación orbital 3,916 grados. Emplea 1542,80 días en completar una órbita alrededor del Sol.

## Características físicas
La magnitud absoluta de 2007 SR7 es 16,56.